# Huși
Huși es una ciudad con estatus de municipiu en el distrito de Vaslui, Rumania. La ciudad se fundó en el siglo XV, más precisamente en 1497. Desde 1958 es la sede del Episcopado de Huşi que se extiende por todo el territorio del distrito de Vaslui.

## Emplazamiento
Huși está situado en la parte este de distrito y de Rumania próximo al punto fronterizo con Moldavia de Albiţa. Por la ciudad pasa la carretera europea E581. Geográficamente se encuentra en una depresión a una altura de 70-120 metros. El río Huși cruza la ciudad y es rodeada de colinas con viñas. A pocos kilómetros esta el río Prut.

## Demografía
Conforme con el censo de 2002 en Huși viven 29.510 personas, mayoritariamente rumanos (99,45%) y unos pocos gitanos (0,43%). En el plano religioso, el 79,90% de los habitantes de Huși pertenecen a la Iglesia ortodoxa rumana, el 19,74% a la Iglesia católica y a otros cultos menos del 1%. El 19,13% de sus habitantes tiene menos de catorce años y solo 13,51% tiene más de 60 años.

## Economía
Como está situado en una zona vitícola importante, Huși, tiene bien desarrollado el sector de producción de vino. Además de vino aquí se fabrican también maquinaria para la industria alimentaria, industria del calzado y de la piel, la industria alimentaria (bebidas alcohólicas, zumos, pan, preparados lácteos, conservas de fruta y legumbres), industria de terracotas y ladrillos. 

## Objetivos turísticos
- La iglesia episcopal de Huși de los Santos Pedro y Pablo, fundada por Esteban III de Moldavia en el siglo XVI.
- Museo Municipal
- Museo de la Viticultura
- Museo Memorial Dimitrie Cantemir